# Église de Loviisa
L’église de Loviisa (finnois : Loviisan kirkko) est une église luthérienne située à Loviisa en Finlande.

## Architecture
L'église de style néo-gothique est conçue par Georg Theodor Chiewitz et Julius Basilier. 
Elle est construite en 1863–1865 en briques rouges dont la plupart ont été récupérées en démolissant la forteresse de Svartholm.
Le mur de l'abside est décoré d'une peinture réalisée en 1921 par Bruno Tuukkanen.
La nef peut accueillir mille personnes.
Les fonts baptismaux sont du XVIIe siècle. 
Le calice et la patène datent des années 1720 et appartenaient à l'église d'Hamina. Ils ont été transférés quand Hamina est restée du côté russe, à la suite du Traité de Turku.
Le retable, peint par Berndt Godenhjelm, est offert à l'église en 1842.
L'église de Loviisa abrite la première bible en finnois (fi) datant de 1642 et une bible en suédois de 1702. 
Les anciennes orgues à 25 jeux sont de Jens Zachariassen.
Les nouvelles orgues à 44 jeux ont été fabriquées par Hans Heinrich et Veikko Virtanen en 1970.